# Novo Oriente
Novo Oriente là một đô thị thuộc bang Ceará, Brasil. Đô thị này có diện tích 949,206 km², dân số năm 2007 là 27287 người, mật độ 28,75 người/km².